# Lambèse
Lambèse, officiellement Lambèse-Tazoult (latin : Lambaesis), est une ville militaire  d'Afrique romaine se situant au nord-est de l’Algérie sur le territoire de la commune de Tazoult dans la région des Aurès, à 10 km  à l'est de Batna, sur la route de Timgad et de Mascula.

## Historique

Localisation de Lambèse dans l'Afrique romaine.

L’agglomération de Lambaesis eut comme premier élément un camp de 200 mètres édifié en 81 par la IIIe Légion Augusta, un deuxième de deux hectares est construit un peu plus tard, et un troisième très peu après. Les lieux sont inspectés par l’empereur Hadrien en 128.
L’agglomération civile se développe autour des bâtiments militaires peuplés de soldats et d’autres catégories de personnel tel l’officum. Les ingénieurs militaires ont aidé à la construction des édifices du Lambèse civil.
À partir de la deuxième moitié du IIIe siècle, sous Septime Sévère, le statut juridique de la ville change : de simple municipe elle est élevée au rang de colonie et devient ainsi la capitale de la Numidie.
La légion est dissoute en 238, à la suite de troubles liés à la nomination de l’empereur Gordien Ier, privant la cité de son soutien économique majeur. Quelques décennies plus tard Lambèse perd son titre de capitale en raison de la restructuration politique de 315. Constantin regroupe les deux Numidies et en transfère le chef-lieu à Cirta.
Détruite au Ve siècle par les berbères, Lambèse rétrograde en une bourgade de seconde zone, tandis que ses monuments vont traverser miraculeusement les siècles.
Selon les archéologues, la « ville offre le visage d'un urbanisme complexe et rare, où l'on peut observer le rôle des camps de légionnaires dans l'urbanisation des territoires avancés de l'Empire ».

## Archéologie romaine

### Les fouilles durant la colonisation française
Les fouilles de la ville antique commencent en 1848, dirigées par le colonel du 2e régiment de la Légion étrangère, Carbuccia.
Géographiquement, les vestiges sont éclatés en trois sites majeurs.
À l'ouest entre la route nationale et le pénitencier de Tazoult, les ruines d'un vaste camp, dont tout le quartier nord et une partie du quartier est sont dégagés. À l'intersection de deux grandes voies orientées ouest-est et nord-sud, s'élève la masse imposante d'un bâtiment rectangulaire percé de larges baies en plein cintre, orné de pilastres et de colonnes corinthiennes, dont il ne manque que le toit. Les clés des arcades sont rehaussées de sculptures; Victoires, Aigles, figures allégoriques tenant la corne et la patère, symboles de la Pax Romana. Longtemps appelé Prétoire, à tort, il s'agit du bâtiment central des principia, fondé en 128 et restauré en 267. Il était traversé par la via principalis. Derrière s'étend une large cour dallée flanquée de portiques et de salles symétriques qui furent des salles d'armes; on y a trouvé des projectiles en pierre et en terre cuite. Plus en arrière, au-dessus de la cour, une basilique à trois nefs, dans laquelle donnaient une série de petites salles. Celle du milieu a dû être le lieu où l'on gardait le trésor de la légion. Au sud-est de ce monument, des thermes dont les salles réservées aux bains chauds sont bien distinctes; à l'est, sur la voie qui mène à Timgad, un arc édifié à l'époque de Commode, et plus au sud un amphithéâtre romain construit sous Marc Aurèle, dont les sous-sols sont bien conservés avec les restes de la machinerie des jeux,.
À la sortie est de l'agglomération de Tazoult, se dresse un arc à trois baies, construit sous Septime Sévère, qui marquait l'entrée de la ville antique. Sous cet arc passait la voie Septimania  (?), voie dallée qui unissait la cité au camp de la légion et qui fut inaugurée vraisemblablement à l'occasion de la visite que fit l'empereur africain, avec sa famille, à Lambaesis en 203. Près de cet arc, de vastes ruines, incomplètement dégagées, correspondant à des thermes romains.
En remontant vers un plateau situé plus au sud, on arrive au cœur même de la cité, avec trois temples. Le temple d'Esculape, très endommagé, est inspiré du modèle que constitue l'Asclépieium d'Epidaure en Grèce dominé par le célèbre temple dorique du dieu guérisseur. Construit pendant le IIe siècle av. J.-C., il a été un établissement médico-religieux utilisé par les soldats romains pour des soins thermaux et sous la protection du dieu qui pouvait contribuer à la guérison. Le Capitole, grand temple dédié aux dieux Jupiter, Junon et Minerve. Enfin, un troisième temple dont on ignore à quelle divinité il était dédié.

### Les fouilles post-indépendance
Une équipe d’archéologues avait découvert au terme des fouilles menées entre 2006 et 2010 la désormais célèbre fresque du sacrifice manqué Phrixos et Hellé puis la fresque de la Tigresse qui ont confirmé la richesse archéologique du site,.
Durant la période du 3 octobre au 2 novembre 2019, le site a connu une opération de relevé archéologique sur la ville de Lambèse menée par une mission de 40 archéologues et chercheurs d’Algérie et de France dans le cadre d’une convention entre le Centre national de recherche en archéologie (CNRA) côté algérien et le centre national de la recherche scientifique (CNRS) côté français. Cette opération a eu pour objectif de déterminer la superficie réelle du site et son reclassement sur la base des nouvelles données surtout que l’ancien classement effectuée en 1928 sous l’occupation française était imprécis et n’avait pas déterminé la superficie du site.

## Galerie d'images

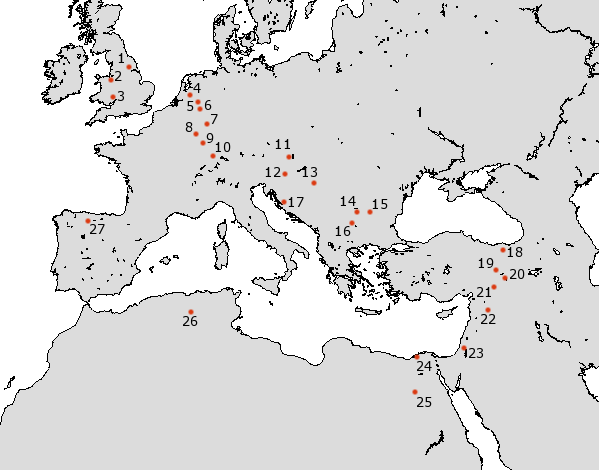
Déploiement des 27 légions en 80, dont Lambèse est la 26e.
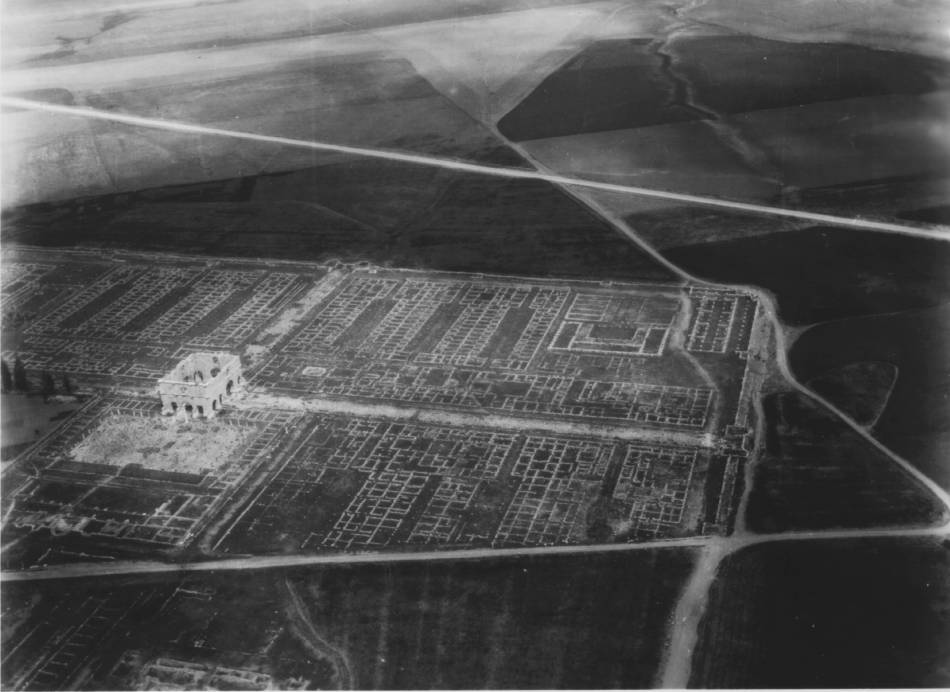
Vue aérienne de Lambèse en mars 1962.
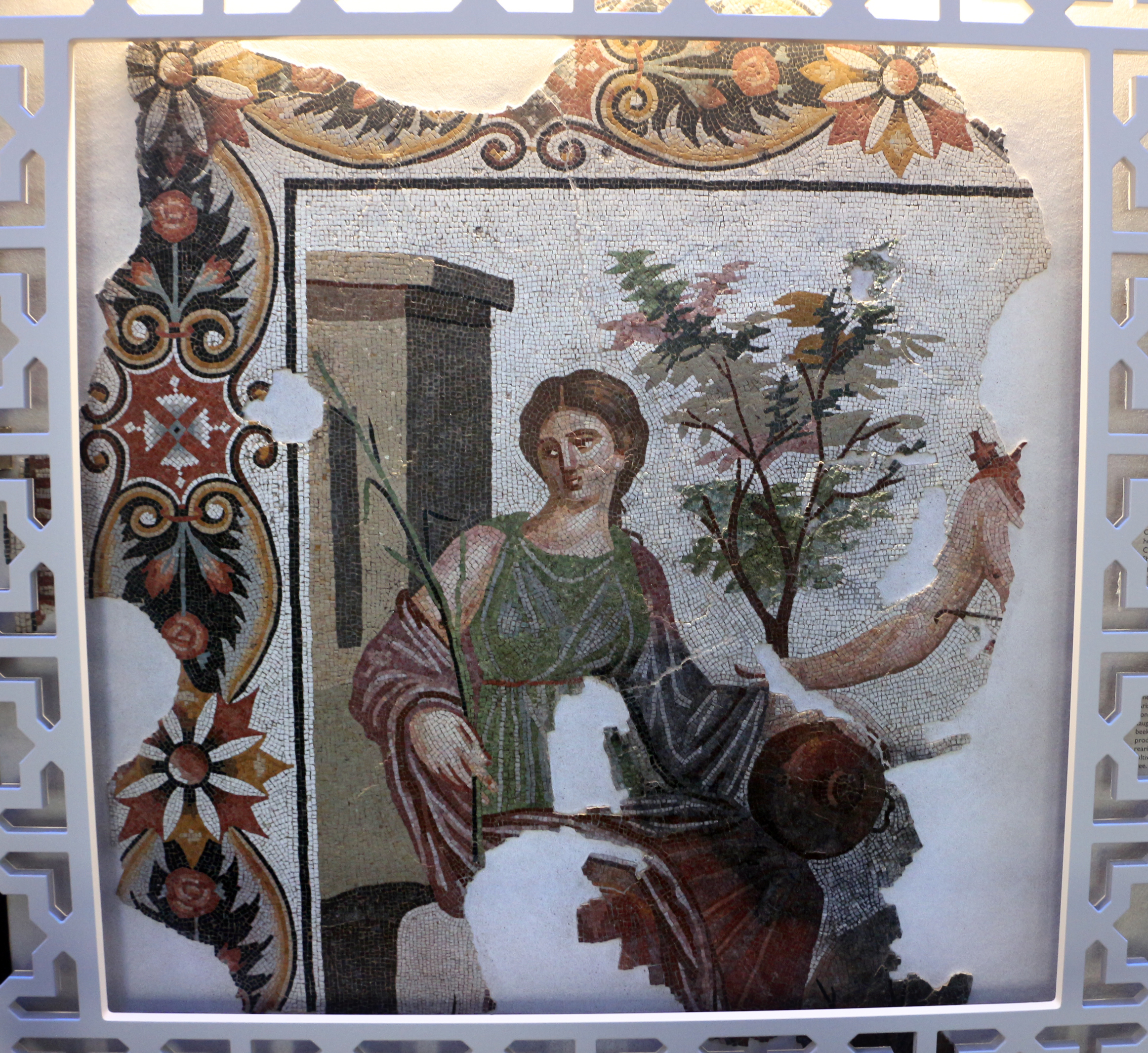
Une mosaïque à Lambèse.
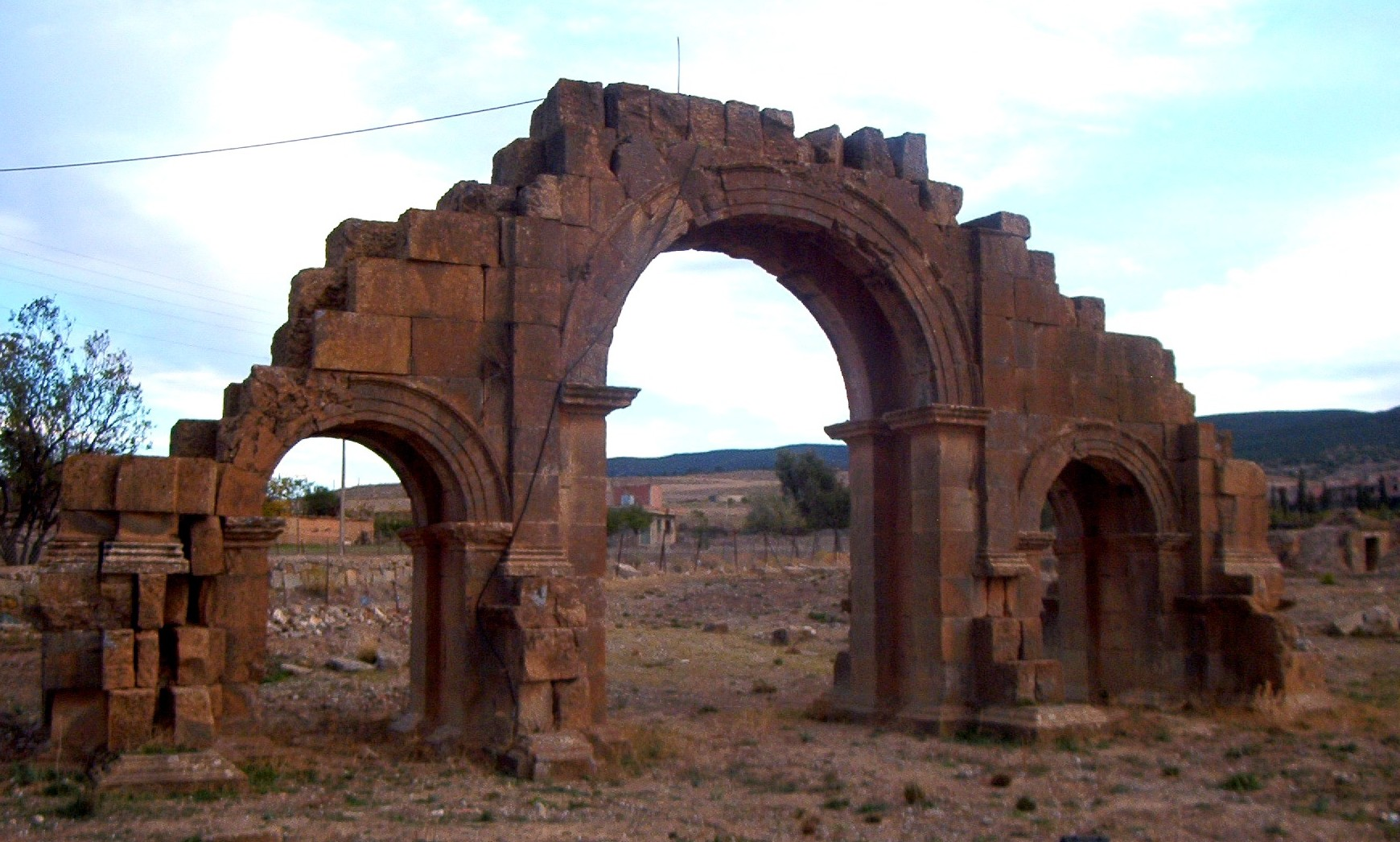
Arc à trois baies de Lambèse en 2010.
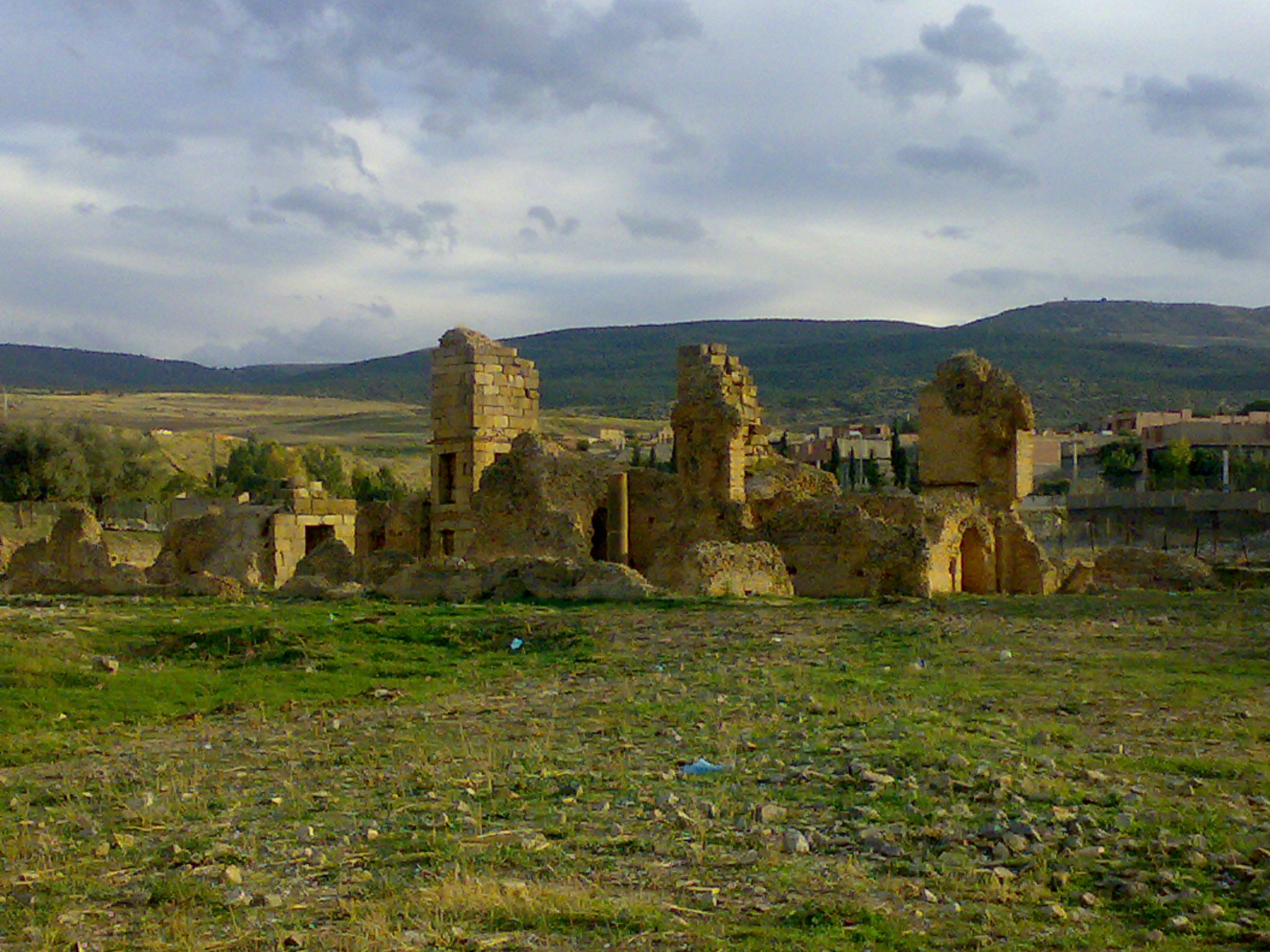
Masse des thermes près de l'arc à trois baies.
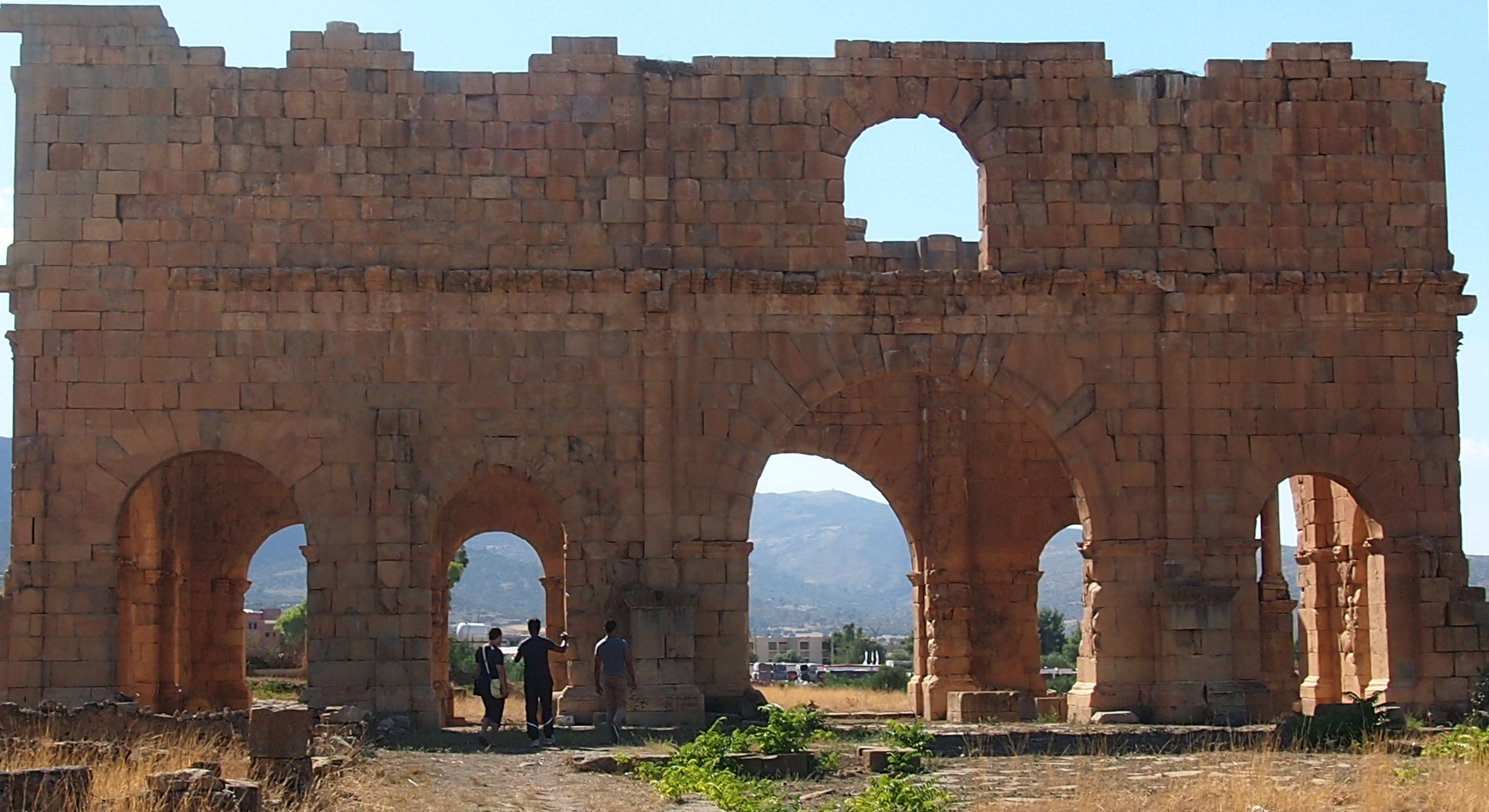
Quartier général de la Legio III Augusta.
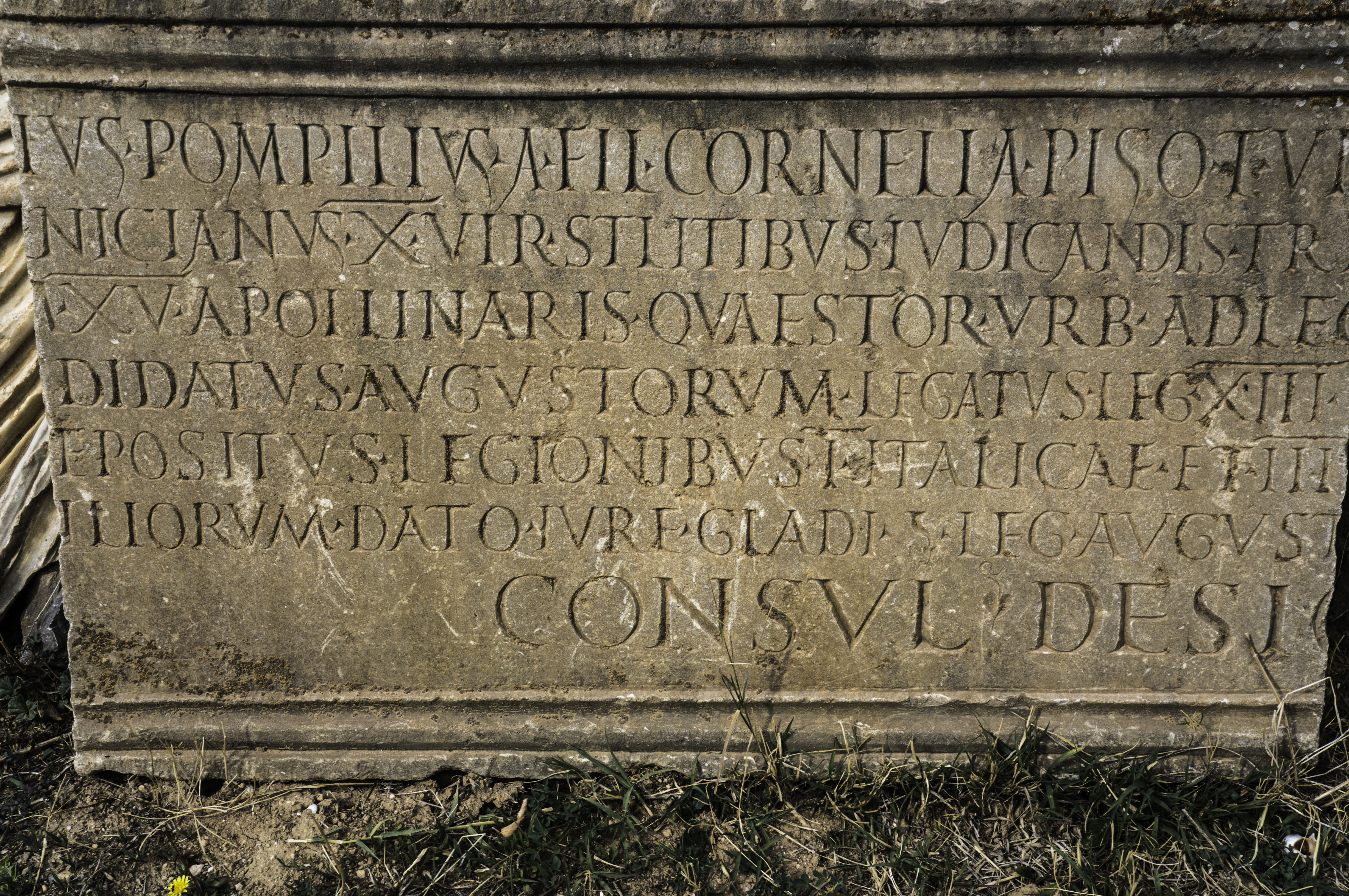
Inscription trouvée à Lambèse.
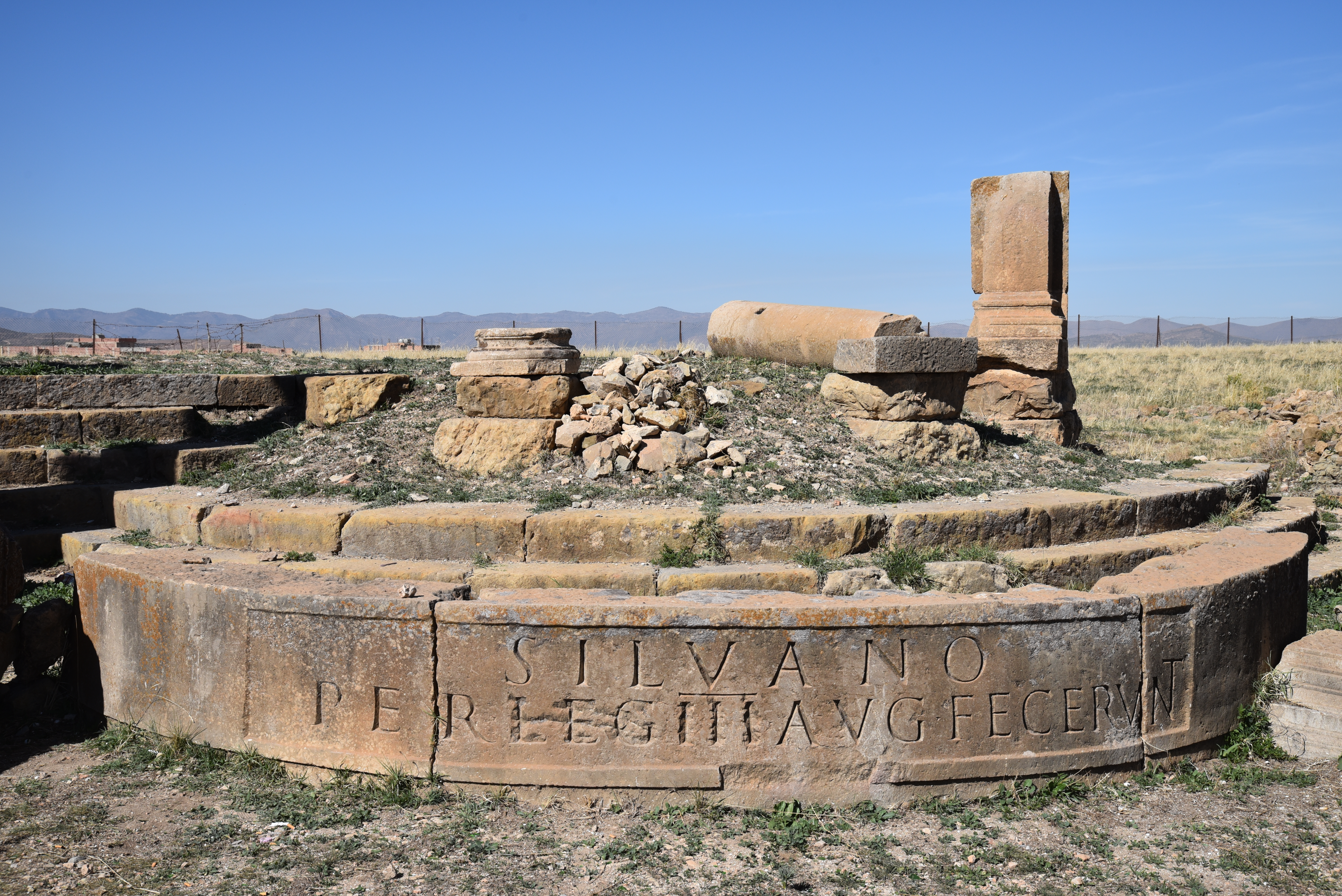
Le sanctuaire de Sylvanus portant le nom de la troisième Légion.
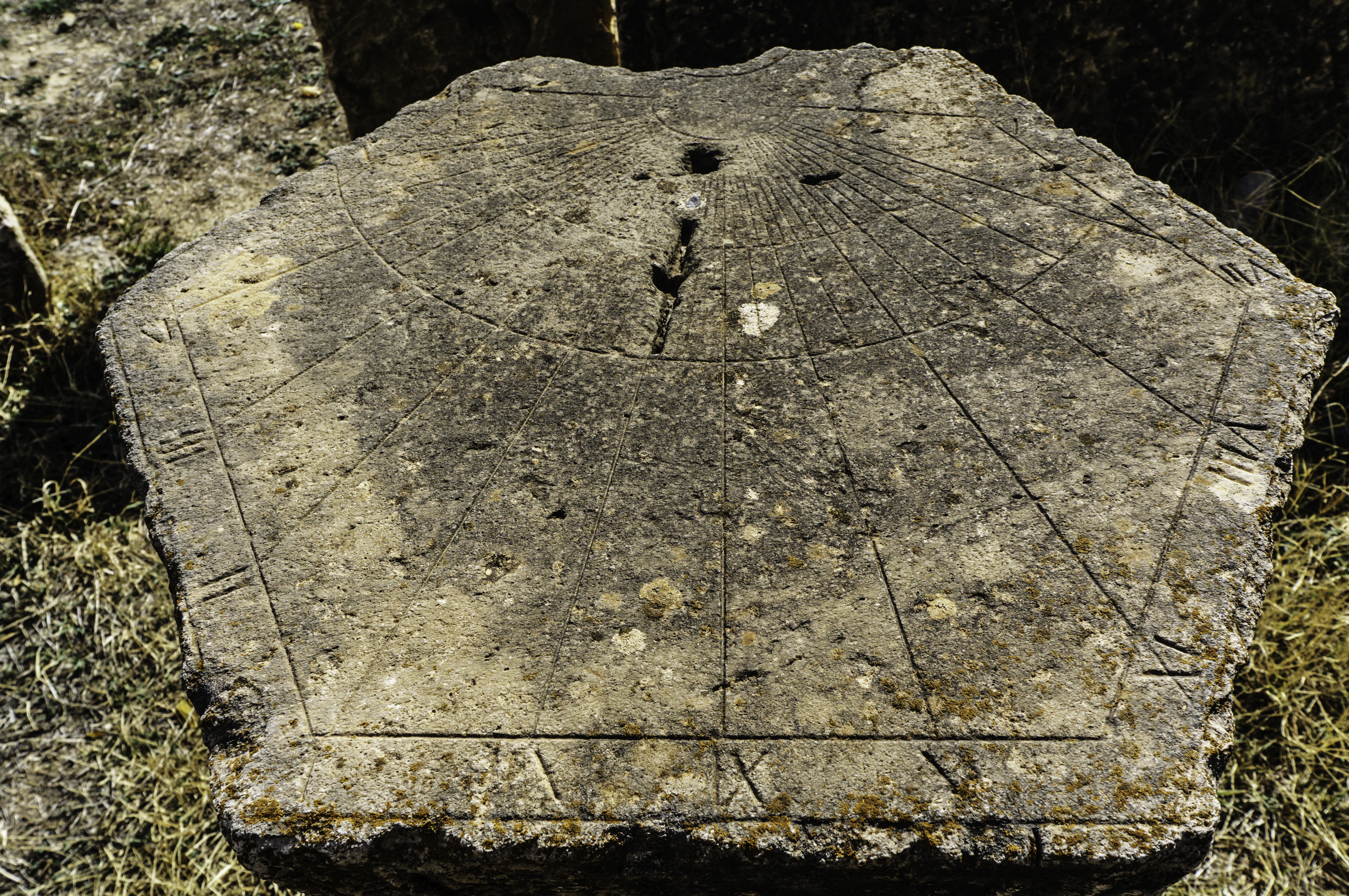
Cadran solaire de Lambèse.
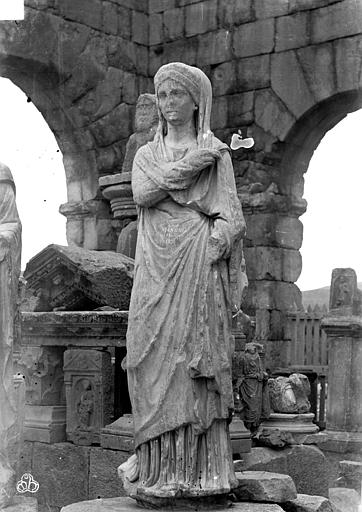
Statue d’Hygie.
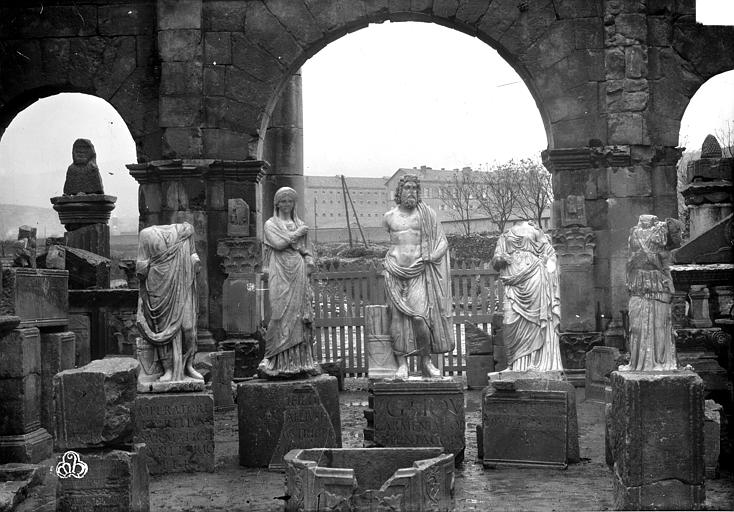
Différentes statues trouvées à Lambèse.
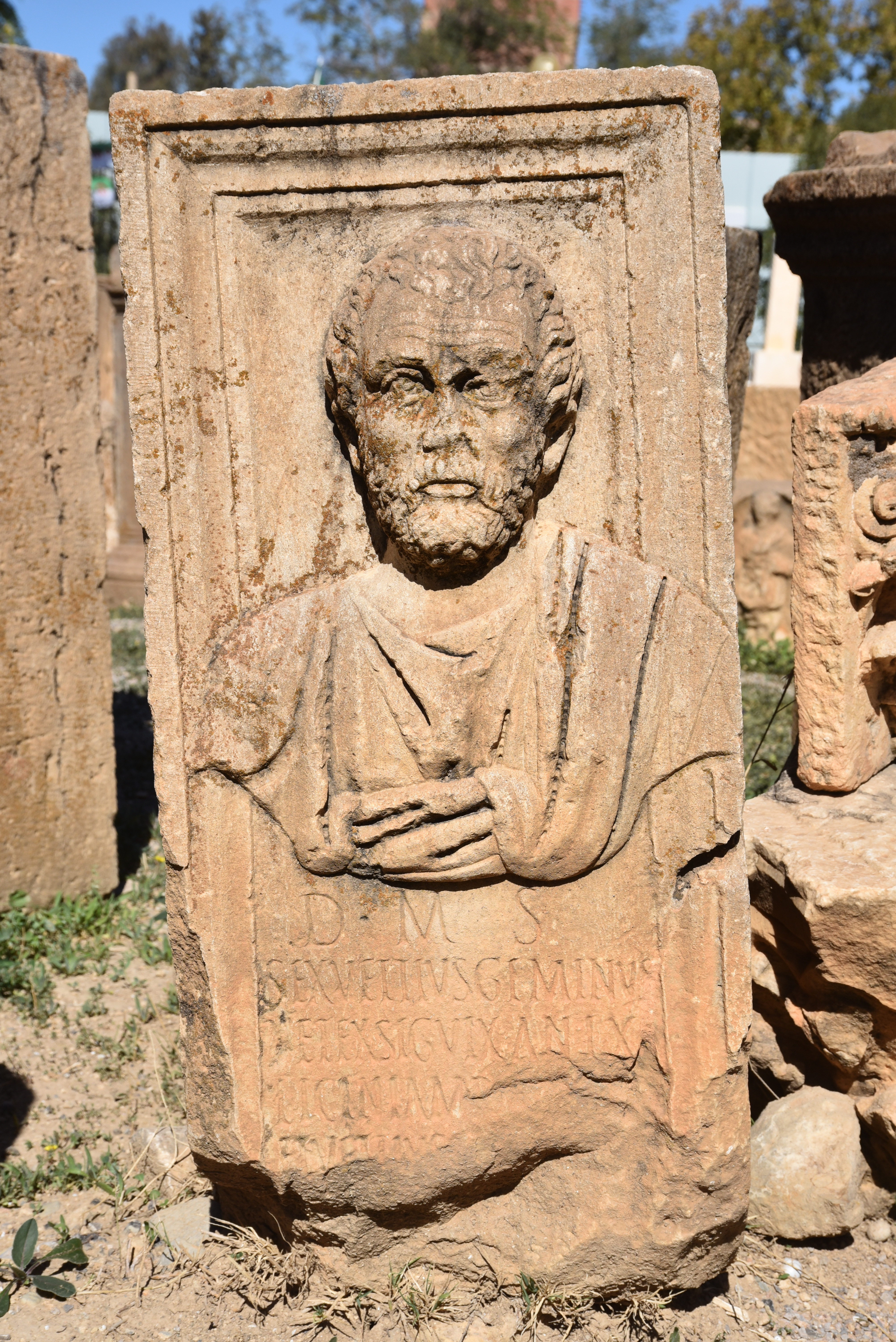
Une stèle portant une inscription à Lambèse.
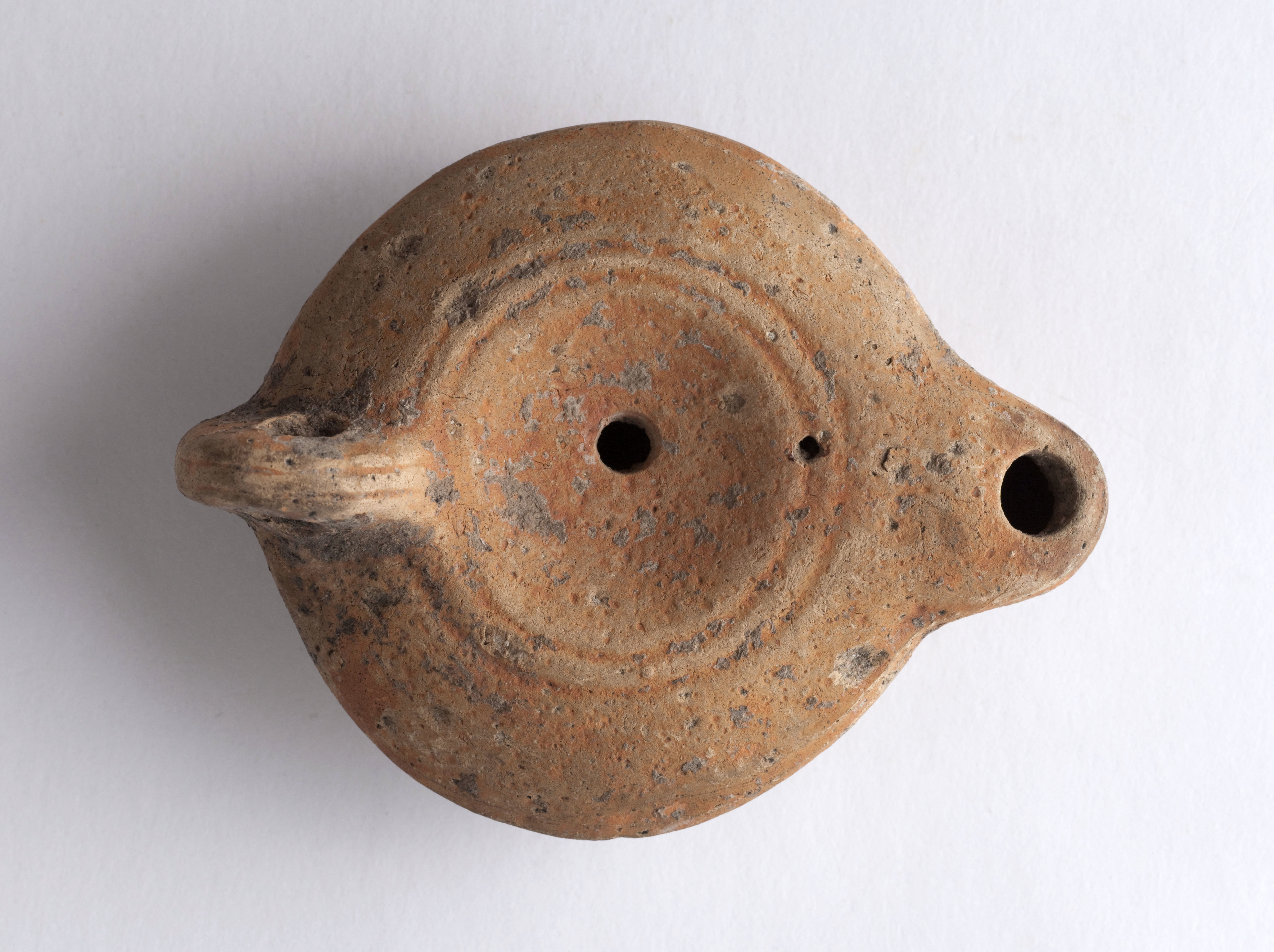
Lampe à bec arrondi trouvée dans les fouilles de Lambèse en 1880.